# Soyuz TM-18
Soyuz TM-18 foi a 18ª missão à estação orbital russa Mir, foi lançada do Cosmódromo de Baikonur e pousou 112 km ao norte de Arkalyk. O TM-18 foi um voo solo de dois dias que atracou na estação espacial Mir em 10 de janeiro de 1994. Os três cosmonautas se tornaram a 15ª tripulação residente a bordo da Mir. A tripulação fez pesquisas em medicina de voo espacial, principalmente pelo cosmonauta Valeri Polyakov durante seu voo de longo prazo, e realizou 25 experimentos diferentes.

## Tripulação
Lançados
| Posição                | Cosmonauta       | Duração          | Pousou na   |
| ---------------------- | ---------------- | ---------------- | ----------- |
| Comandante             | Viktor Afanasyev | 182d 00h 27m 02s | Soyuz TM-18 |
| Engenheiro de voo      | Yuri Usachev     | 182d 00h 27m 02s | Soyuz TM-18 |
| Cosmonauta-pesquisador | Valeri Polyakov  | 437d 17h 58m 17s | Soyuz TM-20 |

## Parâmetros da Missão
- Massa: 7 150 kg
- Perigeu: 244 km
- Apogeu: 335 km
- Inclinação: 51.6°
- Período: 90,1 minutos

## Pontos altos da missão
Os cosmonautas Afanasyev e Usachev passaram 179 dias a bordo da Mir. Valeri Polyakov iria retornar à Terra na Soyuz TM-20, em março de 1995, após ter passado mais de 420 dias na estação.